# 兪鎮午
兪 鎮午（ゆ ちんご、ユ・ジノ、1906年5月13日 - 1987年8月30日）は、日本統治時代の朝鮮と大韓民国の小説家、法学者、教育者、政治家。号は玄民。初期はプロレタリア作家、中期は純粋文学、そして後期は親日派として時代に翻弄された。解放後は、韓国において法学者、政治家として活動した。大韓民国憲法の起草者でもある。

## 経歴

### 出征から大学卒業まで
1906年5月13日、ソウル嘉会坊斉洞に生まれる。杞渓兪氏。1914年、斉洞公立普通学校に入学、1919年、京城高等普通学校に入学し、教育を受ける。京城高等普通学校を卒業後、1924年、京城帝国大学予科に入学する。この年、朝鮮人学生団体「文友会」を組織し、機関紙『文友』の発刊に携わった。また、李在鶴らと詩集『十字架』を発刊する。1926年には同大学法文学部法学科に進学し、法律を学ぶ。この頃、李光洙と出会う。また、学友達と経済研究会を組織、始めは経済書の講読に過ぎなかったが、やがて金台俊、李康国、朴文圭らが加入することによってプロレタリア思想を帯びるようになる。数年後には朝鮮共産党再建運動に参加した人物まで参加するようになり、経済研究会は大学当局によって解散させられた。

### 大学卒業以降、終戦まで
卒業後は、母校である京城帝国大学の助手、予科講師として1933年まで勤務した。1932年から普成専門学校に法科講師として出講し、国際法と国際政治に関する論文をいくつか発表した。1933年4月より同校専任講師、1937年より同校教授に昇進。
学生時代、1927年に『朝鮮之光』に短篇「스리」を発表、文壇に登場する。その後、プロレタリア文学に興味を傾け『오월의 구직자 (五月の求職者)』『여직공 (女職工)』『가정교사 (家庭教師)』、などの作品を発表、一時、同伴者作家として注目を浴びた。しかし、プロレタリア文学作家達が皆KAPFの組織下にあったにも拘らず、兪はプロレタリア志向の作品を書きながらもKAPFの組織に参加してはいなかった。その理由について、兪は文学と政治を切り離して考える立場であったからだと言われている。KAPFに参与していなかったために、プロレタリア作家でありながら、1931年と1934年のKAPF一斉検挙の際、兪は検挙を免れた。
しかし、日本のプロレタリア作家に対する強い弾圧により、兪も作品の志向性を転換するようになる。この時期、李箕永、金南天、韓雪野など多くのプロレタリア作家が書くべき主題を見失った中で、兪もまたその主題を見出せないでいた。しかし、李泰俊、鄭芝溶、李孝石などと共に純粋文学を模索し、『김강사와 T교수 (金講師とT教授)』（日本語訳は岩波文庫『朝鮮短編小説選』にある）などを発表している。
1939年に朝鮮文人協会が組織されると、日本の太平洋戦争法科科長となる。そして、1943年には、毎日申報に「병역은 큰 힘이다 (兵役は大きな力だ)」と、朝鮮人学徒志願兵を奨励し、1944年には『新時代』に「我等必ず勝つ（日本語）」を発表、日本の組織の元で活動した。

### 戦後
戦後は大韓民国憲法を起草する（この際、兪は議院内閣制に近い草案を起草していたが、李承晩によって大統領制に改変される）など、京城大学、高麗大学校で本業であった法学者として活躍する。また、朴正煕大統領の対抗馬に擬せられ、民衆党の大統領候補に指名されたが、尹潽善が率いる新韓党との候補一本化を理由に辞退した。その後高麗大学校総長を任期満了で退任した後、1967年2月に、民衆党と新韓党が統合して発足した新民党の代表委員（党首）に就任、1968年に党の機構改革で党総裁になった。1969年に与党共和党が推し進めた3選改憲に反対する闘争を新民党を自己解体するという手段を使ってまで強力に推し進めたことから71年の第7代大統領選挙における新民党の大統領候補の最有力者とされた。しかし、疲労が原因で1969年10月に水原のヴィンセント病院に入院し、翌年1月に総裁職を辞任することを表明した。1974年11月に民主回復国民会議の発足に参加し、12月に顧問に推戴された。1980年2月、国土統一顧問会の顧問と国政諮問委員に委嘱され、1981年に大韓民国学術院の元老会員（憲法）となった。

### 年譜
- 1906年5月13日、ソウル嘉会坊斉洞に生まれる。
- 1914年、斉洞公立普通学校に入学
- 1919年、京城高等普通学校に入学。
- 1924年、京城帝国大学予科に入学。
- 1926年、京城帝国大学法文学部法学科に入学。
- 1927年、『朝鮮之光』に短篇「스리」などを発表。
- 1929年、京城帝国大学を卒業。
- 1931年、京城帝国大学法文学部の助手及び同予科の講師を務める。
- 1939年、普成専門学校法科科長を務める。
- 1945年、白楽濬と京城帝国大学接受委員を務める。
- 1948年、大韓民国国会専門委員として憲法と政府組織法を起草する。初代法制処長を務める[3]。
- 1951年、韓日会談の代表になる。
- 1952年、高麗大学校の総長を務める。
- 1954年、学術院の終身会員になる。
- 1955年、学術院賞を受賞する。
- 1961年5月、1960年5月の5・16軍事クーデターで発足した国家再建最高会議の下部組織として発足した再建国民運動本部の本部長に任命される（3ヵ月後に運動方針が全体主義的であるとして辞任）。
- 1962年、文化勲章を受章する。
- 1967年2月7日、新民党代表最高委員に就任
- 1967年6月8日、第7代総選挙で鍾路区から立候補して当選、第7代国会議員。
- 1968年5月、新民党全党大会、集団指導体制から総裁を中心とする単一指導体制に改め、兪鎮午が総裁に就任。
- 1971年1月7日、病気を理由に新民党総裁の職を辞任することを表明。
- 1987年8月30日、ソウル大学校附属病院にて死亡。

## 研究内容・業績

### 法学者として
- 大韓民国憲法の起草者となった。

### 竹島問題とのかかわり
韓国政府が島根県竹島をふくめたかたちでの「李承晩ライン」を宣言したのは、前年9月に調印したサンフランシスコ講和条約が発効（1952年4月28日）する約3か月ほど前の1952年1月18日のことである。このとき、韓国政府にあった兪鎮午は、日本統治時代から史家として著名であった崔南善のもとを訪れ、「歴史的に見て韓国領として主張のできる島嶼」の存在を質問した。兪鎮午は、崔南善から「独島」が韓国領であることを「確信できる程度の説明を受けた」という。ただし、崔南善自身は1948年発行の『朝鮮に関する一般知識』のなかで、朝鮮の東端を東経130度56分23秒（鬱陵島・竹嶼）と記しており、竹島（韓国名、独島）を朝鮮（韓国）領とは認めていない。

## 評価
- 死後は親日反民族行為者に認定された[5]。
- 文学者としてはプロレタリア作家であった兪ではあるが、日帝に屈した文士としてその評価は低い。しかし、兪が残した文学作品の価値は正当に評価されるよう努力がなされ、日帝末期に飲み込まれた文士達の歴史的現実として朝鮮文学史に刻まれている。

## 家族・親族
- 兪致衡：父。
- 韓万年（朝鮮語版）：娘婿。出版社「一潮閣（朝鮮語版）」経営者[6]。
- 朴東鎮：娘婿。民主正義党の国会議員で元外交部長官[7]。
- 韓洪九：外孫。歴史学者[8]。

## 日本語で読める作品
- 申建訳「滄浪亭の記」『朝鮮小説代表作集』教材社、1940年
- 訳者不明「夏」『文芸』8巻7号、1940年
- 青山秀夫訳「滄浪亭記」『朝鮮短篇小説選集』大学書林、1981年
- 大村益男訳「滄浪亭の記」『朝鮮短篇小説選』岩波書店、1984年
- 大村益男訳「金講師とＴ教授」『朝鮮短篇小説選』岩波書店、1984年
- 安宇植訳「金講師とＴ教授」『集英社ギャラリー世界の文学20 中国・アジア・アフリカ』集英社、1991年

## 参考資料
- 木村幹著『民主化の韓国政治 朴正熙と野党政治家たち 1961～1979』（名古屋大学出版会）
- 「アジア人物史 第12巻」集英社 2024年